# جانیس شلیزینگ
جانیس شلیزینگ (انگلیسی: Jannis Schliesing؛ زادهٔ ۵ ژانویهٔ ۱۹۹۲) بازیکن فوتبال اهل آلمان است.